# Jakob Grob
Jakob Grob (* 28. März 1939 in Obstalden GL, Schweiz) ist ein ehemaliger Schweizer Ruderer, der bei den Olympischen Spielen 1968 Dritter im Vierer mit Steuermann wurde.
Bei den Olympischen Spielen 1968 in Mexiko errang er gemeinsam mit Denis Oswald, Peter Bolliger, Hugo Waser und Gottlieb Fröhlich die Bronzemedaille.